# Gynoplistia (Gynoplistia) flavizona
Gynoplistia (Gynoplistia) flavizona is een tweevleugelige uit de familie steltmuggen (Limoniidae). De soort komt voor in het Australaziatisch gebied.